# Tricinium
Tricinium (lat.) ist ein meist kontrapunktisches Musikstück für drei Stimmen.
Der Begriff stammt aus dem 16./17. Jahrhundert und wurde als Kompositionsweise vorwiegend im protestantischen Deutschland genutzt. Sowohl instrumentale als auch vokale und a cappella zu spielende Stücke gibt es. Es kann zu einer polyphonen Musikform zusammengefügt sein.

## Werkbeispiele
- Tricinia (1542)
- Trium vocum Carmina (1518, Komponist: Hieronymus Formschneyder, rein instrumental)